# 연복사종
연복사종(演福寺鐘)은 1346년(충목왕 2년) 원나라 사람이 만들어서 연복사에 걸었던 범종이다. 
1563년(명종 18년) 연복사가 불타버리자 개성 남대문 누각에 옮겨 달았다. 높이 324cm, 무게 약 14t이 되는 큰 종이다.
원나라 장인이 만든 종으로 음통이 사라진 쌍용의 용뉴 종 끝 나팔꽃 모양 곡선 특이하다.
1. ↑  최응천 교수 (2018.04.16). “[최응천 교수의 한국범종 순례] <29> 연복사종”. 불교신문. 2020년 6월 13일에 확인함.